# Marianna Zając
Marianna Zając (ur. 6 września 1937 w Małoszynie) – polska chemik i farmaceutka, kierownik Katedry Chemii Farmaceutycznej Uniwersytetu Medycznego w Poznaniu.

## Kariera naukowa
W 1955 ukończyła Liceum Ogólnokształcące w Turku, a w latach 1955-1960 studiowała farmację na Akademii Medycznej w Poznaniu (obecny Uniwersytet). Dyplom magisterski otrzymała 25 maja 1960 za pracę Próba chromatograficznego rozdziału kropli "Cardiamid-Coffein" pod redakcją dra E. Pawełczyka. Potem podjęła pracę w Katedrze Chemii Farmaceutycznej. W 1968 r. uzyskała stopień doktora na podstawie pracy Studia nad rozkładem chlorowodorku chloropirybenzaminy (CPBA) w roztworach wodnych. Docentem została w 1981 r., jej rozprawa habilitacyjna nosiła tytuł: Kinetyka i mechanizm rozkładu pochodnych 2-sulfanilamido-pirymidyny. W 1989 r. uzyskała tytuł naukowy profesora nadzwyczajnego, natomiast profesorem zwyczajnym została w 1994 r. 1 października 1987 powołana została na stanowisko kierownika Katedry i Zakładu Chemii Farmaceutycznej ówczesnej Akademii Medycznej.

## Dorobek naukowy
- 105 prac doświadczalnych, poglądowych i innych (głównie po angielsku; publikowała m.in. w czasopismach z listy filadelfijskiej),
- 67 komunikatów zjazdowych,
- 11 podręczników i skryptów,
- 22 opracowania z przeznaczeniem dla przemysłu farmaceutycznego, raporty eksperckie, monografie.

## Zainteresowania naukowe
- analiza i badanie trwałości leków (m.in. trwałość penicylin),
- metodyka dla przemysłu farmaceutycznego,
- dydaktyka: unowocześnianie programów dydaktycznych i dostosowywanie ich do poziomu światowego, szkolenia podyplomowe farmaceutów.

## Osiągnięcia
Do stycznia 2011:
- promotorstwo siedmiu prac doktorskich,
- członkostwo w licznych komisjach uczelnianych, programowych i rekrutacyjnych,
- członkostwo: Polskie Towarzystwo Farmaceutyczne, Polska Akademia Nauk, Komisja Farmakopei Polskiej,
- organizacja licznych zjazdów tematycznych i konferencji naukowych,
- odznaczenia państwowe:
  - Złoty Krzyż Zasługi (1981),
  - Krzyż Kawalerski Orderu Odrodzenia Polski (1990),
  - Odznaka honorowa „Za wzorową pracę w służbie zdrowia”.